# Wyeomyia alani
Wyeomyia alani is een muggensoort uit de familie van de steekmuggen (Culicidae). De wetenschappelijke naam van de soort is voor het eerst geldig gepubliceerd in 1957 door Lane & Cerqueira.